# Distretto di Braslaŭ
Il distretto di Braslaŭ (in bielorusso Браслаўскі раён?) è un distretto (raën) della Bielorussia appartenente alla regione di Vicebsk.